# (23) Talia
(23) Talia és l'asteroide número 23 de la sèrie, descobert des de l'Observatori George Bishop de Londres per l'astrònom anglès John Russell Hind (1823-1895), a Londres el 15 de desembre de 1852. Va ser anomenat així per Talia, la musa de la comèdia i poesia en la mitologia grega.